# 田中明 (女優)
田中 明（たなか めい、1997年〈平成9年〉1月12日 - ）は、日本の女優（元子役）。神奈川県出身。トヨタオフィス所属。以前はキリンプロに所属していた。

## 経歴
横浜市立鴨居中学校、白鵬女子高等学校卒業。
小学生時代に街中でスカウトされ、子役としてデビュー。子役時代に共演した荻野目慶子の演技に感銘を受け、女優を目指すようになる。キリンプロを経て、現在はトヨタオフィスに所属。
高校在学中には鶴見警察署で一日署長を務めた。

## 出演

### テレビドラマ
- 火曜22時枠 僕と彼女と彼女の生きる道 第3話（2004年1月20日、フジテレビ系） - さくら 役[4]
- 美少女戦士セーラームーン 第33 - 34話（2004年5月29日 - 6月5日、CBC） - 火野レイ（幼少期） 役
- ファンタズマ〜呪いの館〜（2004年7月4日 - 9月26日、テレビ東京） - 恩田沙織 役
- 月曜ミステリー劇場（TBS）
  - 万引きGメン・二階堂雪12（2004年7月5日） - 前川環 役
  - 警視庁特別広域捜査官 宮之原警部シリーズ2（2006年2月13日） - 鳥飼春菜（幼少期） 役
  - 棟居刑事シリーズ4（2004年12月20日） - 桂由里子（幼少期） 役
- 仮面ライダー剣 第34話（2004年9月26日、テレビ朝日）
- 愛のソレア 第4部（2004年11月22 - 12月29日、東海テレビ） - 久我美咲 役
- Deep Love ホスト（2005年1月17日 - 3月18日、テレビ東京） - アユ（少女期） 役
- 金曜エンタテイメント（フジテレビ）
  - 蓮丈那智フィールドファイル 「凶笑面」（2005年9月16日） - 谷山玲子（幼少期） 役
  - 新・細うで繁盛記1（2006年1月20日） - 原田春江（幼少期） 役
  - 日向夢子調停委員事件簿4[5]（2006年6月9日） - 森口ミドリ 役
- 野ブタ。をプロデュース 最終話（2005年12月17日、日本テレビ） - 蒼井かすみ（幼少期） 役
- 水曜ミステリー9 下町!おかず横丁殺人事件簿（2005年12月21日、テレビ東京） - 早見沙希 役
- 伝説の秋田犬 ハチ（2006年1月10日、日本テレビ）
- 翼の折れた天使たち 第1夜 「セレブ」（2006年2月27日、フジテレビ） - 小峰奈々子（幼少期） 役
- リコーダーをおいかけろ（2006年4月3日、NHK教育テレビ）
- 魔弾戦記リュウケンドー 第19話（2006年5月14日、テレビ東京）
- 銭華〜銀座ホステス株バトル〜（2006年6月20日、日本テレビ） - 坂本千尋（幼少期） 役
- 富豪刑事デラックス 最終話（2006年6月23日、テレビ朝日 / 朝日放送） - 神戸美和子（幼少期） 役
- ウルトラマンメビウス 第32話（2006年11月11日、CBC） - 晶子園長先生（幼少期） 役
- 佐賀のがばいばあちゃん（2007年1月4日、フジテレビ） - 松尾あゆみ 役
- キッパリ! 第1シリーズ（2007年1月29日 - 4月13日、CBC） - 立木洋華 役
- 世にも奇妙な物語（フジテレビ）
  - 世にも奇妙な物語 2007年 秋の特別編 「ゴミ女」（2007年10月2日） - 伊藤絵美（幼少期） 役
  - 世にも奇妙な物語 25周年記念!秋の2週連続SP 「ハイ・ヌーン」（2015年11月21日） - 若い女性 役
- 愛のうた! 第3話（2007年10月31日、TBS）
- オトコマエ!（2008年4月12日 - 7月26日、NHK） - おその 役
- 猟奇的な彼女 第1話（2008年4月20日、TBS） - 浅倉南（幼少期） 役
- 空の港で。それぞれのエアポート物語 第9回（2008年5月31日、テレビ東京） - ルナ 役
- 鈴木先生（2011年4月25日 - 6月27日、テレビ東京） - 松野ユキ 役
- 大河ドラマ 八重の桜 第20話 - 第26話（2013年5月19日 - 6月30日、NHK） - 西郷細布 役[3][6]
- ほんとにあった怖い話 夏の特別編2013 「女子高大パニック」（2013年8月17日、フジテレビ） - 結子 役
- 悪霊病棟（2013年7月18日 - 9月26日、MBS） - 楠山冴子 役
- 天使とジャンプ（2013年12月23日 - 24日、NHK） - 松下小百合 役
- おやじの背中 第1話（2014年7月13日、TBS） - 樋口瞳子（中学時代） 役
- 人形佐七捕物帳 第一夜「羽子板娘」（2016年10月4日、BSジャパン） - お組 役

### 映画
- ゴーストシャウト（2004年12月18日） - 榊ヨウコ（幼少期） 役
- シャーロットのおくりもの（2006年12月23日） - ティカ（吹替） 役
- 口裂け女（2007年3月17日） - 吉田雪子 役
- 銀幕版 スシ王子! 〜ニューヨークへ行く〜（2008年4月19日） - 豊穣稲子（幼少期） 役
- 花のあすか組NEO!（2009年4月25日） - 女の子 役
- ピーチガール（2017年5月20日） - カイリ親衛隊 役
- 翔んで埼玉（2019年2月22日） - 前畑祥子 役
- 貴族降臨 -PRINCE OF LEGEND-（2020年3月13日） - 京極ファン 役

#### 短編映画
- 黒猫は空中を見る。（2017年） - 美沙 役 ※HKT48によるアルバム『092』特典映像

### テレビ番組
- キッザニアTV（2007年10月7日 - 2009年9月27日、BSフジ）

### CM
- 日本マクドナルド
  - ドナルド・マクドナルドブランド（2003年）
  - ハッピーセット（2006年）
- 中部電力 企業（2003年）
- 小学館 小学一年生（2003年）
- 花王
  - エッセンシャルダメージケア（2003年）
  - ビオレさらさらパウダーシート（2019年）
- ツムラ 薬用ソフレ（2004年 - 2005年）
- 劇場版ポケットモンスター アドバンスジェネレーション ミュウと波導の勇者 ルカリオ（2005年）
- YAMAHA（2005年）
- キヤノン 企業（2006年）
- 日清フーズ マ・マーパスタ（2008年）
- テレビ東京 電通 Friend-Ship Project（2008年）
- 東北新社 いじめ防止キャンペーン 「クイズ 山口くん!」（2013年） - 高橋さん 役
- ソフトバンクモバイル 白戸家（2014年）
- セブン銀行（2014年）
- グランブルーファンタジー（2016年）
- モスバーガー
  - 選抜!直火焼チキン祭篇（2016年）
  - おいしい野菜篇（2017年）
  - 2つのチキン南蛮/待ってた篇（2020年）
- プリントパック 日本中のお役に立ちたい篇（2017年）
- 日東紅茶 母と娘篇（2018年）
- バイト専用コミュニケーションアプリ CAST（2019年）

### オリジナルビデオ
- 岸和田少年愚連隊 GOING MY WAY（2004年） - 綾香 役
- 仮面ライダースナイプ エピソードZERO（2017年4月12日） - 菱沼紗々美 役

### WEB
- ONE PIECE  連載20周年記念ムービー（2017年）